# Marius Moga

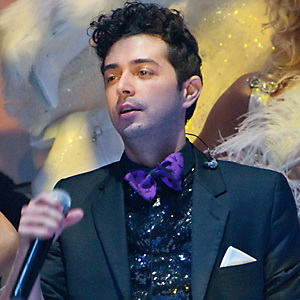
Marius Moga (2011)

Marius Moga (* 30. Dezember 1981 in Alba Iulia) ist ein rumänischer Musikproduzent, Songwriter und Sänger. Seine Arbeit in den Genres Pop, Dance und R&B hat maßgeblich zur modernen rumänischen Musikszene beigetragen. Moga hat zahlreiche Hits für verschiedene rumänische Künstler geschrieben und produziert.

## Leben
Mogas Karriere begann in den frühen 2000er Jahren, als er Lieder für rumänische Künstler schrieb.
Sein Durchbruch kam mit der Band Akcent, für die er mehrere erfolgreiche Songs produzierte. Moga begann auch international zu arbeiten. Neben seiner Tätigkeit als Produzent und Songwriter wirkte er auch als Juror und Coach in der rumänischen Version von The Voice mit. Er ist nicht nur für seine Musik, sondern auch für seinen Einfluss auf die rumänische Popkultur und Musikindustrie bekannt.

## Privates
Nach einer wechselhaften Beziehung mit der rumänischen Schauspielerin Iulia Vântur ab 2007 begann Moga im Dezember 2013 eine Beziehung mit der Pro TV-Nachrichtenreporterin Bianca Lăpuște. Das Paar gab seine Verlobung im November 2014 bei Vocea României bekannt und heiratete am 25. Juni 2015. Am 14. Oktober 2015 wurde eine Tochter des Paares geboren. Seit Februar 2020 lebt Moga mit seiner Familie in Cernica.

## Diskografie

### Als Künstler
| Titel                                              | Jahr | Chartposition | Chartposition | Album             |
| Titel                                              | Jahr | ROU           | Media Forest  | Album             |
| -------------------------------------------------- | ---- | ------------- | ------------- | ----------------- |
| "Pe barba mea"                                     | 2014 | 1             | 14            | Non-album singles |
| "Suntem păsări călătoare" (featuring Achi)         | 2015 | —             | —             | Non-album singles |
| "Mă doare la bass" (featuring Shift and What's Up) | 2018 | 40            | —             | Non-album singles |
| "Ai grijă de femeia ta" (featuring Smiley)         | 2019 | 70            | —             | Non-album singles |
| "Vrei să te mint?" (with Lora)                     | 2021 | 42            | —             | Non-album singles |
| "O dorință"                                        | 2022 | —             | —             | Non-album singles |

### Als Featuring
| Titel                                                                   | Year | Chartposition | Chartposition | Album             |
| Titel                                                                   | Year | ROU           | Media Forest  | Album             |
| ----------------------------------------------------------------------- | ---- | ------------- | ------------- | ----------------- |
| "Închide ochii" (Cream featuring Marius Moga)                           | 2003 | —             | —             | Aștept…           |
| "Știu ce îți place" (Cream featuring Marius Moga and Matteo)            | 2007 | 54            | —             | 48 de ore         |
| "Zoom/Bad Boys vs. Super Girls" (Nevena featuring Marius Moga and NiVo) | 2009 | —             | —             | Non-album singles |
| "Allemasse" (Lukone featuring deMoga)                                   | 2011 | 40            | —             | Non-album singles |
| "Tot mai sus" (Guess Who featuring deMoga)                              | 2011 | 1             | 8             | Tot mai sus       |
| "Electronic Symphony" (Lukone featuring deMoga and Liviu Teodorescu)    | 2012 | —             | —             | Non-album single  |
| "Sus pe toc" (Shift featuring Marius Moga)                              | 2013 | 1             | —             | Adevărul          |
| "Atâta timp cât mă iubești" (Andra featuring Marius Moga)               | 2013 | 2             | 13            | Non-album singles |
| "O facem pentru voi" (YouTube Vloggers featuring Marius Moga)           | 2015 | —             | —             | Non-album singles |
| "Toată vara" (Robert Toma featuring Marius Moga)                        | 2015 | —             | —             | Non-album singles |
| "Teniși" (Ciprenko featuring Marius Moga)                               | 2016 | —             | —             | Non-album singles |
| "Bate, bate" (Alexandra Ungureanu featuring Marius Moga)                | 2018 | —             | —             | Non-album singles |

### Als Gast
| Titel                                                           | Jahr | Album                         |
| --------------------------------------------------------------- | ---- | ----------------------------- |
| "Fără gheață nu e viață" (TNT featuring Marius Moga)            | 2002 | Exploziv                      |
| "7 Seconds" (Buppy featuring Marius Moga and Simplu)            | 2004 | Universal Reggae Menu, Vol. 1 |
| "Everything We Do" (Buppy featuring Marius Moga and Don Baxter) | 2006 | Universal Reggae Menu, Vol. 1 |
| "Where Do You Keep Your Love" (Buppy featuring Marius Moga)     | 2006 | Universal Reggae Menu, Vol. 1 |
| "De ai fi un cântec…" (Smiley featuring Marius Moga)            | 2008 | În lipsa mea                  |
| "Come This Way" (Zero featuring Marius Moga)                    | 2009 | Sunny Days                    |